# Um Won-sang
Um Won-sang (엄원상?; Gwangju, 6 gennaio 1999) è un calciatore sudcoreano, centrocampista dell'Ulsan HD.

## Caratteristiche tecniche
È un esterno destro.

## Carriera

### Club
Nel 2019 vince la seconda divisione sudcoreana con il Gwangju, con cui l'anno seguente dopo aver vinto il campionato esordisce in prima divisione. Nel 2022 si trasferisce all'Ulsan HD, altro club della prima divisione sudcoreana.

### Nazionale
Con la nazionale Under-20 sudcoreana ha preso parte al campionato mondiale di calcio Under-20 2019.

## Palmarès

### Club

#### Competizioni nazionali
- K League 2: 1

Gwangju: 2019
- K League 1: 3

Ulsan Hyundai: 2022, 2023, 2024

### Nazionale
- Giochi asiatici: 1

2022